# Sárszentágota
Sárszentágota là một thị trấn thuộc hạt Fejér, Hungary. Thị trấn này có diện tích 45,5 km², dân số năm 2010 là 1378 người, mật độ 30 người/km².